# Oranjerivier
De Oranjerivier is met 2160 km de langste rivier van Zuid-Afrika. De rivier wordt ook nog met de oude inheemse naam Gariep (Xhariep in het Griekwa) of Groot Rivier genoemd. De rivier is door de Nederlandse ontdekkingsreiziger Robert Jacob Gordon vernoemd naar het Huis Oranje-Nassau.
De rivier ontstaat in de Drakensbergen bij de grens tussen Zuid-Afrika en Lesotho. De Oranjerivier vloeit westwaarts, eerst door Lesotho en dan verder op de grens van de provincies Vrystaat en Oost-Kaap, dwars door de provincie Noord-Kaap en vormt uiteindelijk de grens tussen Zuid-Afrika en Namibië, vooraleer ze uitmondt in de Atlantische Oceaan bij Alexanderbaai, ongeveer halverwege tussen Walvisbaai en Kaapstad.
De grootste zijrivier is de Vaalrivier, die de Oranjerivier ten zuidwesten van Kimberley ontmoet. Andere kleinere zijrivieren van de Oranje- en de Vaalrivier zijn de Brak-, Caledon-, Harts-, Klip-, Modder-, Mooi-, en Vetrivier, die de hele Vrystaat, Lesotho en grote delen van de oude Transvaal- en Kaapprovincies bevloeien.
De Oranjerivier verschaft water voor vele landbouwactiviteiten, vooral in de Noord-Kaap. Het hoge debiet van de rivier wordt gestuit door de Gariepdam (voorheen Hendrik Verwoerddam) en de Vanderkloofdam. Deze stuwdammen slaan in het regenseizoen water op dat beheerst vrijgelaten wordt voor irrigatie. Er zijn ook vele natuurparken; een daarvan is de Augrabies waar mooie watervallen te zien zijn.

## Important Bird Area
In Lesotho is een deel van de bovenloop van de rivier, die daar Senqu wordt genoemd, in de Drakensbergen aangewezen als Important Bird Area door BirdLife International vanwege het belang voor significante populaties van basutokanarie (Crithagra symonsi), bergpieper (Anthus hoeschi), Kaapse gier (Gyps coprotheres), Kaapse grondspecht (Geocolaptes olivaceus), Kaapse ibis (Geronticus calvus) en roodborstrotsspringer (Chaetops aurantius). Het omringende gebied van de Important Bird Area bestaat voornamelijk uit montane graslanden, maar struikgewassen flankeren de lagere kloofwanden. Struiken op grote hoogte vormen een heide van Erica, Chrysocoma en Helichrysum. De toppen zijn over het algemeen rotsachtig met kale, ondiepe grondplekken en uitgestrekte kale rotsen op grotere hoogtes.